# Abel Bonnard
Abel Bonnard (Poitiers, 19 de Dezembro de 1883 — 31 de Maio de 1968) foi um poeta e romancista francês membro da Academia Francesa. Fez os estudos em Marselha.